# Lionel Robbins
Lionel Charles Robbins, född 22 november 1898, död 15 maj 1984, var en brittisk nationalekonom. Robbins utnämndes till professor vid London School of Economics 1929, var senare prefekt vid nationalekonomiska institutionen vid samma universitet, och var ordförande för British Academy 1962-1967. 1959 utnämndes Robbins till baron för Clare Market i Westminster. 
Robbins var influerad av bland annat den österrikiska skolan inom nationalekonomin, vilket märktes bl.a. i hans tidiga texter om subjektiv värdelära, och han deltog i den s.k. kalkyleringsdebatten under 1920- och 1930-talen på samma sida som Ludwig von Mises och Friedrich Hayek. Efter att från början varit motståndare till keynesianismen ändrade Robbins åsikt senare i livet och godtog mycket av keynesianismen. Metodologiskt vände sig Robbins mot Alfred Marshalls teorier - som vid tiden dominerande inom nationalekonomin - om bl.a. kostnadsbegreppet, företag och definitionen av effektivitet. Senare i sitt liv gick Robbins över till att studera ekonomisk doktrinhistoria.
Robbins är främst känd för att ha fört den anglosaxiska nationalekonomiska forskningen bort från Marshalls teorier, samt för att 1932 ha stipulerat en definition av nationalekonomi som blev vida använd: "Economics is a science which studies human behavior as a relationship between ends and scarce means which have alternative uses."